# Marga Marga (província)
A província de Marga Marga é uma província na região de Valparaíso no Chile, criada em 2009 e instalada oficialmente em 11 de março de 2010.
A província foi criada abrangendo as comunas de Quilpué e Villa Alemana, que pertenciam à província de Valparaíso, e Limache e Olmué, que pertenciam à província de Quillota.

## Etimologia
Marga-Marga, dizem alguns, é de origem kichwa, e significaría "fácil de transportar", o "liviano"; mas outros dizem que provém do mapudungun malen, "garota", e se referiria as mulheres que se usavam no estero de mesmo nome, nos lavadeiros de ouro, desde dos tempos pré-hispânicos.

## História
O território do que há de ser a Província de Marga-Marga no passado esteve povoado pelos pikunches, grupos humanos de língua chilidungún (ou mapudungún), cuja cultura estava influenciada pela cultura diaguita e pela chamada cultura aconcagua-salmón. Em tempos da dominação inkaica, estas terras ficaram baixo a administração de um funcionário de Tawantinsuyu com residência em Killellox ou Chillellox (Quillota), povo que tinha a categoria de capital da wamani (província) kichwa que se estendia desde Choapa até a costa de Zapata e a costa de Ibacache.

## Comunas
A província está dividida em 4 comunas:
- Limache
- Olmué
- Quilpué
- Villa Alemana